# مارتا سانچس (بازیکن والیبال)
مارتا سانچس (اسپانیایی: Marta Sánchez‎؛ زادهٔ ۱۷ مه ۱۹۷۳) بازیکن والیبال اهل کوبا بود.